# Mugdha Kalra
Mugdha Kalra és una activista pels drets de les persones amb autisme índia, cofundadora de Not That Different.
Mugdha és una professional dels mitjans de comunicació i experta en comunicació amb més de dues dècades d'experiència en periodisme de radiodifusió.
El seu fill, Madhav, va ser diagnosticat amb autisme als tres anys. Mugdha va començar a portar un diari dels desencadenants, com ara massa soroll o color que «portaria a alts nivells d'emoció». També va contactar amb una comunitat de pares amb fills autistes, però es va adonar que volia molt més per al seu fill. «Vull que aquest món sigui tan meu i seu com el de tots els altres. Va ser llavors quan vaig començar a treure'l, a conèixer gent. Només així pot viure la seva vida».
Kalra va decidir adoptar un enfocament diferent per respondre les preguntes: un còmic, anomenat Not That Different, que imagina el viatge de Madhav anant a una escola normal en lloc d'una per a nens amb necessitats especials.
«Tenia molt clar que el personatge neurodivers del còmic havia de ser Madhav», va dir la Sra Kalra. «Per què amagar-lo? En comptes d'això, donem veu a la seva experiència. I sense mostrar-te, no trobaràs empatia. La gent simplement no es comprometria».
Per al còmic, la Kalra va col·laborar amb tres dones: Nidhi Mishra, fundadora d'una plataforma de publicació creativa global anomenada Bookosmia; Aayushi Yadav, il·lustradora infantil; i Archana Mohan, autora infantil premiada.
La senyora Kalra va dir que la seva presentació va ser rebutjada diverses vegades. Diverses editorials no van voler ocupar-se'n: trobaven el tema «massa avorrit o amb qui la majoria de la gent no s'identificaria». Tanmateix, la senyora Mishra va estar disposada a aprofitar l'oportunitat.
La senyora Kalra va dir que compartir les seves experiències de criar un nen autista l'ha fet més perceptiva. A més del còmic, fa servir Internet -un blog, un canal de YouTube i el seu Instagram- per crear debats. També l'ha ajudat a lluitar contra la negativitat, va dir.
Ha costat temps, però s'ha entrenat per viure amb l'expectativa de felicitat i no de por, va dir. «Per això estic fent el que puc per deixar-lo en un món que és amorós i comprensiu. Encara que no l'estimi, que almenys l'entengui i deixi ser ell».
La BBC la va incloure a la seva llista 100 Women BBC de 2021.